# Rajd Portugalii 2011

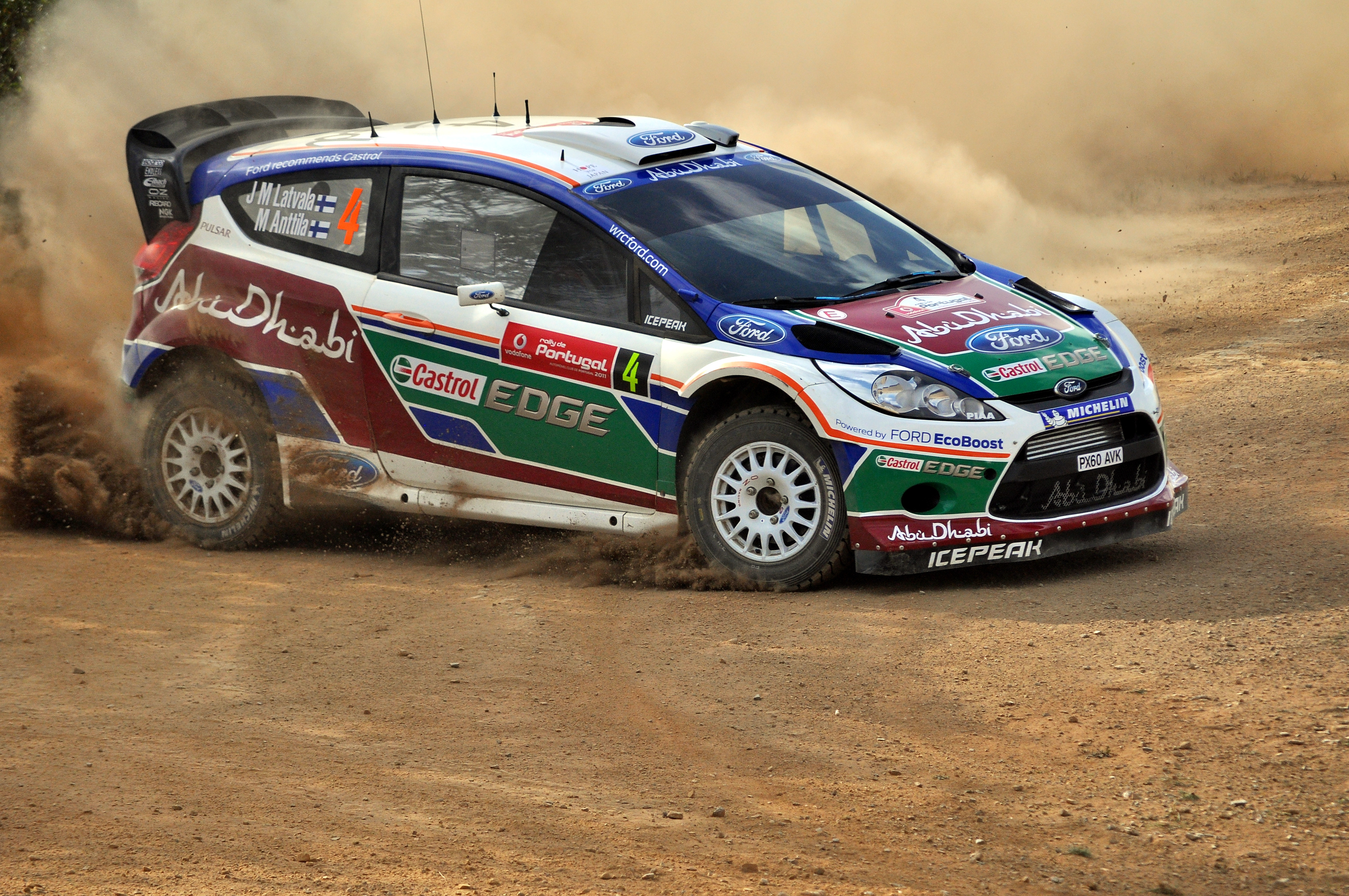
Jari-Matti Latvala podczas rajdu Portugalii

Rajd Portugalii był 3. rundą Rajdowych Mistrzostw Świata 2011. Rajd odbył się w dniach 24–27 marca, jego bazą było Faro. Rajd był także 2. rundą Mistrzostw Świata Samochodów Produkcyjnych (PWRC).
Sébastien Ogier wygrał ten rajd drugi raz z rzędu, było to jego 3. zwycięstwo w karierze. Drugie miejsce zajął Sébastien Loeb, kolejne miejsca, ze znaczną stratą zajęli odpowiednio Jari-Matti Latvala oraz Mikko Hirvonen.

## Klasyfikacja ostateczna
| Msc.      | Kierowca             | Pilot               | Samochód                 | Czas      | Strata   | Grupa | Punkty |
| --------- | -------------------- | ------------------- | ------------------------ | --------- | -------- | ----- | ------ |
| 1.        | Sébastien Ogier      | Julien Ingrassia    | Citroën DS3 WRC          | 4:10:53.4 | 0.0      | WRC M | 26     |
| 2.        | Sébastien Loeb       | Daniel Elena        | Citroën DS3 WRC          | 4:11:25.2 | 31.8     | WRC M | 21     |
| 3.        | Jari-Matti Latvala   | Miikka Anttila      | Ford Fiesta RS WRC       | 4:14:15.5 | 3:22.1   | WRC M | 17     |
| 4.        | Mikko Hirvonen       | Jarmo Lehtinen      | Ford Fiesta RS WRC       | 4:17:09.7 | 6:16.3   | WRC M | 12     |
| 5.        | Matthew Wilson       | Scott Martin        | Ford Fiesta RS WRC       | 4:18:41.9 | 7:48.5   | WRC   | 10     |
| 6.        | Petter Solberg       | Chris Patterson     | Citroën DS3 WRC          | 4:21:10.8 | 10:17.4  | WRC M | 8      |
| 7.        | Kimi Räikkönen       | Kaj Lindström       | Citroën DS3 WRC          | 4:21:47.5 | 10:54.1  | WRC M | 6      |
| 8.        | Federico Villagra    | Jorge Pérez Companc | Ford Fiesta RS WRC       | 4:22:32.2 | 11:38.8  | WRC M | 4      |
| 9.        | Henning Solberg      | Ilka Minor          | Ford Fiesta RS WRC       | 4:25:09.8 | 14:16.4  | WRC M | 2      |
| 10.       | Dennis Kuipers       | Frédéric Miclotte   | Ford Fiesta RS WRC       | 4:28:48.0 | 17:54.6  | WRC M | 1      |
|           |                      |                     |                          |           |          |       |        |
| 14.       | Khalid Al Qassimi    | Michael Orr         | Ford Fiesta RS WRC       | 4:38:03.5 | +27:10.1 | WRC M |        |
| PWRC      |                      |                     |                          |           |          |       |        |
| 1. (11.)  | Hayden Paddon        | John Kennard        | Subaru Impreza WRX STi   | 4:33:33.4 | 0.0      | 3     | 25     |
| 2. (15.)  | Jukka Ketomäki       | Kai Risberg         | Mitsubishi Lancer Evo X  | 4:41:13.3 | 7:39.9   | 3     | 18     |
| 3. (16.)  | Martin Semerád       | Michal Ernst        | Mitsubishi Lancer Evo IX | 4:42:46.0 | 9:12.6   | 3     | 15     |
| 4. (18.)  | Benito Guerra Jr.    | Borja Rozada        | Mitsubishi Lancer Evo X  | 4:47:12.7 | 13:39.3  | 3     | 12     |
| 5. (19.)  | Wałeryj Horbań       | Sergei Larens       | Mitsubishi Lancer Evo IX | 4:47:16.7 | 13:43.3  | 3     | 10     |
| 6. (20.)  | Ołeksandr Saliuk Jr. | Paweł Czerepyn      | Mitsubishi Lancer Evo IX | 4:48:10.9 | 14:37.5  | 3     | 8      |
| 7. (24.)  | Michał Kościuszko    | Maciej Szczepaniak  | Mitsubishi Lancer Evo X  | 4:53:02.0 | 19:28.6  | 3     | 6      |
| 8. (26.)  | Majed Al Shamsi      | Khaled Al Kendi     | Subaru Impreza WRX STi   | 4:54:17.3 | 20:43.9  | 3     | 4      |
| 9. (28.)  | Bader Al Jabri       | Stephen McAuley     | Subaru Impreza WRX STi   | 5:01:58.7 | 28:25.3  | 3     | 2      |
| 10. (29.) | Patrik Flodin        | Göran Bergsten      | Subaru Impreza WRX STi   | 5:02:57.1 | 29:23.7  | 3     | 1      |

1. ↑  Litera M przy oznaczeniu grupy do której należy samochód oznacza, iż tylko ci kierowcy zdobywali punkty dla swoich zespołów liczonych w klasyfikacji producentów na koniec sezonu.

### Odcinki specjalne
| Dzień         | Odcinek | Godz. rozp. | Nazwa                            | Długość  | Zwycięzca                          | Czas    | Średnia prędkość | Lider rajdu        |
| ------------- | ------- | ----------- | -------------------------------- | -------- | ---------------------------------- | ------- | ---------------- | ------------------ |
| 1 24–25 marca | OS1     | 15:30       | SSS Lisboa                       | 3,27 km  | Mikko Hirvonen                     | 2:49.6  | 69,41 km/h       | Mikko Hirvonen     |
| 1 24–25 marca | OS2     | 09:05       | Santa Clara 1                    | 22,99 km | Petter Solberg                     | 14:03.5 | 98,12 km/h       | Mikko Hirvonen     |
| 1 24–25 marca | OS3     | 09:53       | Ourique 1                        | 20,27 km | Sébastien Loeb Sébastien Ogier     | 12:53.9 | 94,29 km/h       | Mikko Hirvonen     |
| 1 24–25 marca | OS4     | 11:06       | Felizes 1                        | 21,31 km | Sébastien Ogier                    | 13:25.4 | 95,25 km/h       | Sébastien Ogier    |
| 1 24–25 marca | OS5     | 14:25       | Santa Clara 2                    | 22,99 km | Sébastien Ogier Jari-Matti Latvala | 13:50.9 | 99,61 km/h       | Sébastien Ogier    |
| 1 24–25 marca | OS6     | 15:13       | Ourique 2                        | 20,27 km | Jari-Matti Latvala                 | 12:45.2 | 95,36 km/h       | Sébastien Ogier    |
| 1 24–25 marca | OS7     | 16:26       | Felizes 2                        | 21,31 km | Jari-Matti Latvala                 | 13:27.1 | 95,05 km/h       | Jari-Matti Latvala |
| 2 26 marca    | OS8     | 10:17       | Almodovar 1                      | 26,23 km | Sébastien Loeb                     | 16:12.8 | 97,07 km/h       | Jari-Matti Latvala |
| 2 26 marca    | OS9     | 11:10       | Vascão 1                         | 25,26 km | Petter Solberg                     | 16:25.9 | 92,24 km/h       | Jari-Matti Latvala |
| 2 26 marca    | OS10    | 12:00       | Loulé 1                          | 22,56 km | Sébastien Ogier                    | 15:31.6 | 87,18 km/h       | Sébastien Ogier    |
| 2 26 marca    | OS11    | 15:02       | Almodovar 2                      | 26,23 km | Sébastien Ogier                    | 15:59.6 | 98,40 km/h       | Sébastien Ogier    |
| 2 26 marca    | OS12    | 15:55       | Vascão 2                         | 25,26 km | Petter Solberg                     | 16:11.2 | 93,63 km/h       | Sébastien Ogier    |
| 2 26 marca    | OS13    | 16:45       | Loulé 2                          | 22,56 km | Petter Solberg                     | 15:13.6 | 88,90 km/h       | Sébastien Ogier    |
| 3 27 marca    | OS14    | 07:34       | Silves 1                         | 21,39 km | Mikko Hirvonen                     | 12:13.1 | 105,04 km/h      | Sébastien Ogier    |
| 3 27 marca    | OS15    | 08:27       | Santana da Serra 1               | 31,04 km | Petter Solberg                     | 22:52.2 | 81,43 km/h       | Sébastien Ogier    |
| 3 27 marca    | OS16    | 11:55       | Silves 2                         | 21,39 km | Petter Solberg                     | 12:12.5 | 105,12 km/h      | Sébastien Ogier    |
| 3 27 marca    | OS17    | 16:11       | Santana da Serra 2 (Power stage) | 31,04 km | Sébastien Loeb                     | 22:35.9 | 82,41 km/h       | Sébastien Ogier    |

### Power Stage
| Miejsce | Kierowca           | Czas    | Różnica | Średnia prędkość | Punkty |
| ------- | ------------------ | ------- | ------- | ---------------- | ------ |
| 1       | Sébastien Loeb     | 22:35.9 | 0.0     | 82,41 km/h       | 3      |
| 2       | Jari-Matti Latvala | 22:37.6 | +1.7    | 82,31 km/h       | 2      |
| 3       | Sébastien Ogier    | 22:40.0 | +4.1    | 82,16 km/h       | 1      |

## Klasyfikacja po 3 rundzie

### Kierowcy
| Lp. | Kierowca           | Pkt |
| --- | ------------------ | --- |
| 1   | Mikko Hirvonen     | 58  |
| 2   | Sébastien Loeb     | 58  |
| 3   | Jari-Matti Latvala | 48  |
| 4   | Sébastien Ogier    | 41  |
| 5   | Petter Solberg     | 31  |

### Producenci
| Lp. | Producent                       | Pkt |
| --- | ------------------------------- | --- |
| 1   | Ford Abu Dhabi World Rally Team | 100 |
| 2   | Citroën Total WRT               | 90  |
| 3   | Stobart M-Sport Ford Rally Team | 40  |
| 4   | Petter Solberg World Rally Team | 22  |
| 5   | Munchi's Ford WRT               | 12  |